# Ring ni kakero
Ring ni kakero (リングにかけろ?, Ringu ni kakero) è un manga di 25 tankōbon scritto e disegnato da Masami Kurumada e pubblicato sulla rivista Shōnen Jump tra il 1977 e il 1981. A questa serie, il mangaka ne fece seguire una seconda prodotta tra il 2000 e il 2009, Ring ni kakero 2 di 26 tankōbon. Analogie chiare si possono riscontrare con la sua opera più famosa (sebbene successiva al primo Ring ni kakero), Saint Seiya, specialmente nei personaggi e nelle numerose tecniche da essi utilizzate, oltre agli immancabili riferimenti alla mitologia greca e alle religioni orientali. Questo manga ha venduto in Giappone oltre 13 milioni di copie, attestandosi tra i manga di grande successo.
Dal 2004 al 2011 è stata anche prodotta da Toei Animation una serie televisiva animata ispirata al fumetto, intitolata Ring ni Kakero 1 (リングにかけろ1?) e andata in onda su TV Asahi e Animax per un totale di 36 episodi.

## Trama

Alcuni personaggi dell'anime

Ryuji e Kiku Takane lasciano la propria casa per fuggire a Tokyo, stanchi delle continue angherie del loro patrigno e decisi a ripercorrere le orme del padre Go, promettente pugile morto prematuramente. Il carattere di Kiku, grande faticatrice e spirito indomito, permette ai due di trovare una sistemazione a casa Kenzaki, la dimora di un miliardario che ammirava il loro defunto genitore. È in questo luogo che Kiku e Ryu conoscono la giovane Kanako Sanjo, figlia di amici dei Kenzaki, che si prende una cotta per Ryu, ed è sempre a casa Kenzaki che i fratelli conoscono Jun, figlio unico del signor Kenzaki e anch'egli promettente pugile.

Inizia qui l'eterna rivalità tra Ryuji, un giovane tenace ma senza particolare talento, le cui capacità vengono affinate dall'intelligenza pugilistica della sorella-maestra, e il geniale Jun, che già alle scuole medie appare come il giovane boxeur più dotato a livello nazionale.
È questo il primo capitolo di una storia che porterà i due ad affrontarsi prima da rivali nella finale distrettuale di Tokyo, dove l'incontro sarà vinto da Jun a prezzo del proprio braccio destro duramente lesionato a causa di allenamenti ai limiti della resistenza umana. Sarà quindi Ryuji, in quanto finalista, a rappresentare il distretto di Tokyo nel torneo nazionale, il Champion Carnival, durante il quale egli conosce abili e valenti pugili, e in particolare Takeshi Kawai, Kazuki Shinatora e Ishimatsu Katori.

Essi al termine della competizione diventeranno amici di Ryuji e, insieme a lui e a Jun, formeranno il gruppo di cinque atleti deputato a sostenere i colori del Giappone nel Campionato del Mondo Juniores, prima del quale i nipponici vengono sfidati due volte, una prima dal campione nazionale americano Black Shaft e una seconda dal misterioso Clan Shadow.
Dopo aver superato tutti gli ostacoli, il Giappone d'Oro Juniores batte anche gli avversari affrontati nella competizione mondiale (Messico, Italia, Paesi Bassi, Francia, Germania e infine Grecia), e si potrebbe dire che qui si conclude la vera storia di Ring Ni Kakero.

E tuttavia, visto il successo del manga in patria, la storia continuerà con altri scontri mirabolanti in cui faranno la loro comparsa nuovi personaggi e torneranno sulla scena antichi rivali, in veste di amici, per aiutare i cinque giapponesi contro le Dodici Divinità Greche e il Clan Ashura, le ultime battaglie prima che Kawai, Shinatora e Katori abbandonino la boxe.

Ma così non è per Ryuji e Jun, destinati ad approdare al pugilato vero e proprio per poi affrontarsi nella sfida finale, quella che vale il titolo di Campione del Mondo dei Pesi Gallo. Alla fine Ryuji rinuncia al titolo, è scompare.

## Personaggi
Ryuuji Takane (高嶺 竜児,?, Takane Ryūji)
Il personaggio principale della serie, Ryuuji è un giovane feroce e vivace che viene addestrato nelle tecniche di pugilato dalla sorella maggiore Kiku. Ha una forte abilità nelle tecniche di base e i suoi attacchi speciali includono il Boomerang Hook e il Boomerang Telias.
Kiku Takane (高嶺 菊,?, Takane Kiku)

Jun Kenzaki (剣崎 順,?, Kenzaki Jun)

Ishimatsu Katori (香取 石松,?, Katori Ishimatsu)

Kazuki Shinatora (志那虎 一城,?, Shinatora Kazuki)

Takeshi Kawai (河井 武士,?, Kawai Takeshi)

Futaba Shinatora (志那虎 二葉,?, Shinatora Futaba)

Takako Kawai (河井 貴子,?, Kawai Takako)

Catherine (キャサリン,?, Kyasarin)

Black Shaft (ブラック・シャフト,?, Burakku Shafuto)

Führer Skörpion (フューラー・スコルピオン,?, Fyūrā Skorupion)

Krüger Helga (クリューガー・ヘルガ,?, Kuryūgā Heruga)

Napoléon Valois (ナポレオーン・バロア,?, Naporeōn Baroa)

Don Juliano (ドン・ジュリアーノ,?, Don Juriāno)

Shadow Jhung (影道 殉 (シャドー・ジューン),?, Shadō Jūn)

Nota: Questi sono solo alcuni personaggi di Ring ni kakero, in realtà considerando anche i personaggi secondari sono almeno cento i personaggi della serie.

## Anime
In seguito al successo dell'adattamento della prima parte dell'Hades Chapter di Saint Seiya, Kurumada chiese ed ottenne da Toei Animation che venisse animata anche la sua opera precedente, che rimase su carta per ben 21 anni, nonostante il grande successo del manga ottenuto in patria (trainato anche dalla seconda serie che già era in corso di pubblicazione) e il mai celato affetto nutrito dallo stesso mangaka nei confronti della sua opera.

Sono state adattate in anime quattro serie televisive. Le prime due, da 12 episodi ciascuna, furono trasmesse tra il 2004 e il 2006, in alternanza alla trasmissione del Chapter Inferno di Saint Seiya. I due capitoli televisivi vennero intitolati "Ring ni kakero 1" e "Ring ni kakero 1 - Nichibei kessen hen" (ossia "La guerra del Pacifico").
Inizialmente come regista della serie fu chiamato Shigeyasu Yamauchi (già regista della prima parte dell'Hades Chapter di Saint Seiya) il quale realizzò anche un trailer pilota, che circola in rete. Alla fine però furono scelti di due nuovi registi per i due capitoli di Ring ni kakero.
Tra il 2010 e il 2011 sono state trasmesse altre due serie di 6 episodi ciascuna dal titolo "Ring ni kakero 1: Shadow" (raffigurante lo scontro tra il protagonista Takane Ryuji e il Clan Shadow) e "Ring ni Kakero 1: Sekai Taikai-hen" (="Capitolo del Campionato Mondiale").
In totale il numero di episodi trasmessi in 4 stagioni è di 36. Le serie animate come è accaduto per l'anime de I Cavalieri dello Zodiaco hanno principalmente il character design della coppia Shingō Araki e Michi Himeno (famosi anche per il loro lavoro su Lady Oscar, Goldrake e altri cult del periodo).

## DVD
Tutti i 36 episodi di Ring ni Kakero sono stati distribuiti in Giappone dalla Toei Animation  in formato DVD tra 2008 e il 2011.

## Anime episodi[7]

### Season 1:Carnival Championarc (2004)
- Episodio 1

- Titolo Giapponese: Kagayakeru seishun
- Italian Title: Gioventù che splende
- Data: October 6, 2004
- Episodio 2

- Titolo Giapponese: さらば黄金の腕 Saraba, ougon no ude
- Italian Title: Arrivederci, il pugno d'oro
- Data: October 6, 2004
- Episodio 3

- Titolo Giapponese: その名はブーメラン Sono na wa Buumeran
- Italian Title: Il suo nome è Boomerang
- Data: October 13, 2004
- Episodio 4

- Titolo Giapponese: チャンピオンカーニバル開幕 Chanpion Kaanibaru kaimaku
- Italian Title: Inizia il Champion Carnival
- Data: October 20, 2004
- Episodio 5

- Titolo Giapponese: 唸れ！ブーメランフッ Unare! Buumeran Fukko
- Italian Title: Ruggito! Il Boomerang Hook
- Data: October 27, 2004
- Episodio 6

- Titolo Giapponese: ローリングサ Rooringu Sandaa
- Italian Title: Fulmine rotante
- Data: November 3, 2004
- Episodio 7

- KanjiTitle: あした
- RomajiTitle: Asmita
- Italian Title    = Il domani 
- Data = November 10, 2004
- Episodio 8

- KanjiTitle      = 男の意地
- RomajiTitle     = Otoko no iji
- Italian Title    = Uomini determinati
- Data = November 17, 2004
- Episodio 9

- KanjiTitle      = 稲妻とブーメラン
- RomajiTitle     = Inazuma to Buumeran
- Italian Title    = Il Fulmine & il Boomerang
- Data = November 24, 2004
- Episodio 10

- KanjiTitle      = 運命のゴング
- RomajiTitle     = Unmei no Gongu
- Italian Title    = Il Gong del destino
- Data = December 1, 2004
- Episodio 11

- KanjiTitle      = 勝利への航海
- RomajiTitle     = Shouri e no koukai
- Italian Title    = Verso la vittoria
- Data = December 8, 2004
- Episodio 12

- KanjiTitle      = 結成！黄金の日本Jr.
- RomajiTitle     = Kessei ! Ougon no Nihon Jr.
- Italian Title    = Formazione! Golden Japan Jr.
- Data = December 15, 2004

### Season 2:The Pacific Wararc (2006)
- Episodio 13

- KanjiTitle      = 始動！黄金の日本Ｊｒ.
- RomajiTitle     = Shidou! Ougon no Nihon Jr.
- Italian Title    = Inizio ! Golden Japan Jr.
- Date = April 6, 2006
- Episodio 14

- KanjiTitle      = 誓いの旗のもとで
- RomajiTitle     = Chikai no Hata no Motode
- Italian Title    = Sotto la bandiera del Giuramento
- OriginalAirDate = April 13, 2006
- Episodio 15

- KanjiTitle      = 出陣! ケンカチャンピオン
- RomajiTitle     = Shutsujin! Kenka Champion
- Italian Title    =  In campo! Scontro di Campioni
- OriginalAirDate = April 20, 2006 
- Episodio 16

- KanjiTitle      = 魂を拳に宿して
- RomajiTitle     = Tamashi wo Kobushi ni Yadoshite
- Italian Title    = La propria anima nel pugno
- OriginalAirDate = April 27, 2006
- Episodio 17

- KanjiTitle      = 嵐を突き破れ!
- RomajiTitle     = Arashi wo Tsukiyabure!
- Italian Title    = Attraverso la tempesta
- OriginalAirDate = May 4, 2006
- Episodio 18

- KanjiTitle      = 誘惑! 魔性の目
- RomajiTitle     = Yuuwaku! Mamono no me
- Italian Title    = Tentazione! Il demone negli occhi
- OriginalAirDate = May 11, 2006
- Episodio 19

- KanjiTitle      = 音階を駆けのぼれ!
- RomajiTitle     = Onkai wo Kakenobare!
- Italian Title    = Eseguire la scala musicale!
- OriginalAirDate = May 18, 2006
- Episodio 20

- KanjiTitle      = ナチュラルボーンマッドネス
- RomajiTitle     = Nachuraru Boun Madonesu
- Italian Title    = La follia naturale
- OriginalAirDate = May 25, 2006
- Episodio 21

- KanjiTitle      = 猛虎、荒ぶる
- RomajiTitle     = Mouko, Araburu
- Italian Title    = Tigre feroce! Selvaggio!
- OriginalAirDate = June 1, 2006
- Episodio 22

- KanjiTitle      = スーパースター
- RomajiTitle     = Suupaastaa
- Italian Title    = Superstar
- OriginalAirDate = June 8, 2006
- Episodio 23

- KanjiTitle      = 黒い閃光
- RomajiTitle     = Kuroi Senkou
- Italian Title    = Flash Oscuro
- OriginalAirDate = June 15, 2006
- Episodio 24

- KanjiTitle      = そして少年は世界へと羽ばたく
- RomajiTitle     = Soshite Shounen wa Sekai e to Habataku
- Italian Title    = È così! Il ragazzo vola verso il mondo
- OriginalAirDate = June 22, 2006

### Season 3:Shadowarc (2010)
- Episodio 25

- KanjiTitle      = 影道一族
- RomajiTitle     = Shadou Ichizoku
- Italian Title    = Il Clan Ombra!
- OriginalAirDate = April 2, 2010 
- Episodio 26

- KanjiTitle      = 影道の塔
- RomajiTitle     = Kage no Tou
- Italian Title    = La torre dell'ombra!
- OriginalAirDate = April 2, 2010
- Episodio 27

- KanjiTitle      = 再集結!黄金の日本Jr.
- RomajiTitle     = Saishuuketsu! Ougon no Nippon Jr.
- Italian Title    =  Ancora riuniti! Golden Japan Jr.
- OriginalAirDate = May 7, 2010
- Episodio 28

- KanjiTitle      = 血戦!千里丘陵
- RomajiTitle     = Kessen! Senri Kyuuryou
- Italian Title    = Lotta sanguinosa! Mille miglia!
- OriginalAirDate = May 7, 2010
- Episodio 29

- KanjiTitle      = 総帥登場
- RomajiTitle     = Sousui Toujou
- Italian Title    = Appare il leader.
- OriginalAirDate = June 4, 2010
- Episodio 30

- KanjiTitle      = 血戦!千里丘
- RomajiTitle     = Saraba Shadou
- Italian Title    = Addio all'ombra
- OriginalAirDate = June 4, 2010

### Season 4:World Tournamentarc (2011)
- Episodio 31

- KanjiTitle      = その名はスクエアー!
- RomajiTitle     = Sono na wa Square"
- Italian Title    = Per l'onore della squadra!
- OriginalAirDate = April 10, 2011
- Episodio 32

- KanjiTitle      = 華麗なるフランス
- RomajiTitle     = Kareinaru Furansu
- Italian Title    = La grande Francia
- Episodio 33

- KanjiTitle      = フォルコメンハイ
- RomajiTitle     = Forukomenhaito
- Italian Title    = Vollkommenheit
- OriginalAirDate = May 15, 2011 
- Episodio 34

- KanjiTitle      = 英雄VS天才
- RomajiTitle     = Eiyū vs. Tensai
- Italian Title    = Eroe VS Genio
- OriginalAirDate = May 15, 2011
- Episode 35

- KanjiTitle      = 誓いの旗
- RomajiTitle     = Chikai no Hata
- Italian Title    = La bandiera del giuramento
- OriginalAirDate = June 12, 2011
- Episodio 36

- KanjiTitle      = さらば黄金の日本Jr
- RomajiTitle     = Saraba Ōgon no Nippon Jr.
- Italian Title    = Addio, Golden Japan Jr.
- OriginalAirDate = June 12, 2011